# Pascal Martin (ski alpin)
Pour les articles homonymes, voir Pascal Martin.
 Pascal Martin, né en 1958, est un skieur alpin français, spécialiste des épreuves de vitesse.

## Biographie
En 1979, il est sacré Champion de France de descente, à Auron, ex-æquo avec Philippe Verneret.
Après sa carrière, il devient moniteur de ski à Méribel.

## Palmarès

### Championnats de France

#### Élite
| Édition / Epreuve       | Descente |
| ----------------------- | -------- |
| Championnats 1979 Auron | Or       |